# Цвентендорф-ан-дер-Донау
Цвентендорф-ан-дер-Донау (нем. Zwentendorf an der Donau) — ярмарочная коммуна (нем. Marktgemeinde) в Австрии, в федеральной земле Нижняя Австрия. 
Входит в состав округа Тульн.  Население составляет 3714 человек (на 31 декабря 2005 года). Занимает площадь 53,85 км². Официальный код  —  32141.

## Политическая ситуация
Бургомистр коммуны — Херман Кютрайбер (СДПА) по результатам выборов 2005 года.
Совет представителей коммуны (нем. Gemeinderat) состоит из 23 мест.
- СДПА занимает 15 мест.
- АНП занимает 7 мест.
- АПС занимает 1 место.

## Цвентендорфская атомная электростанция

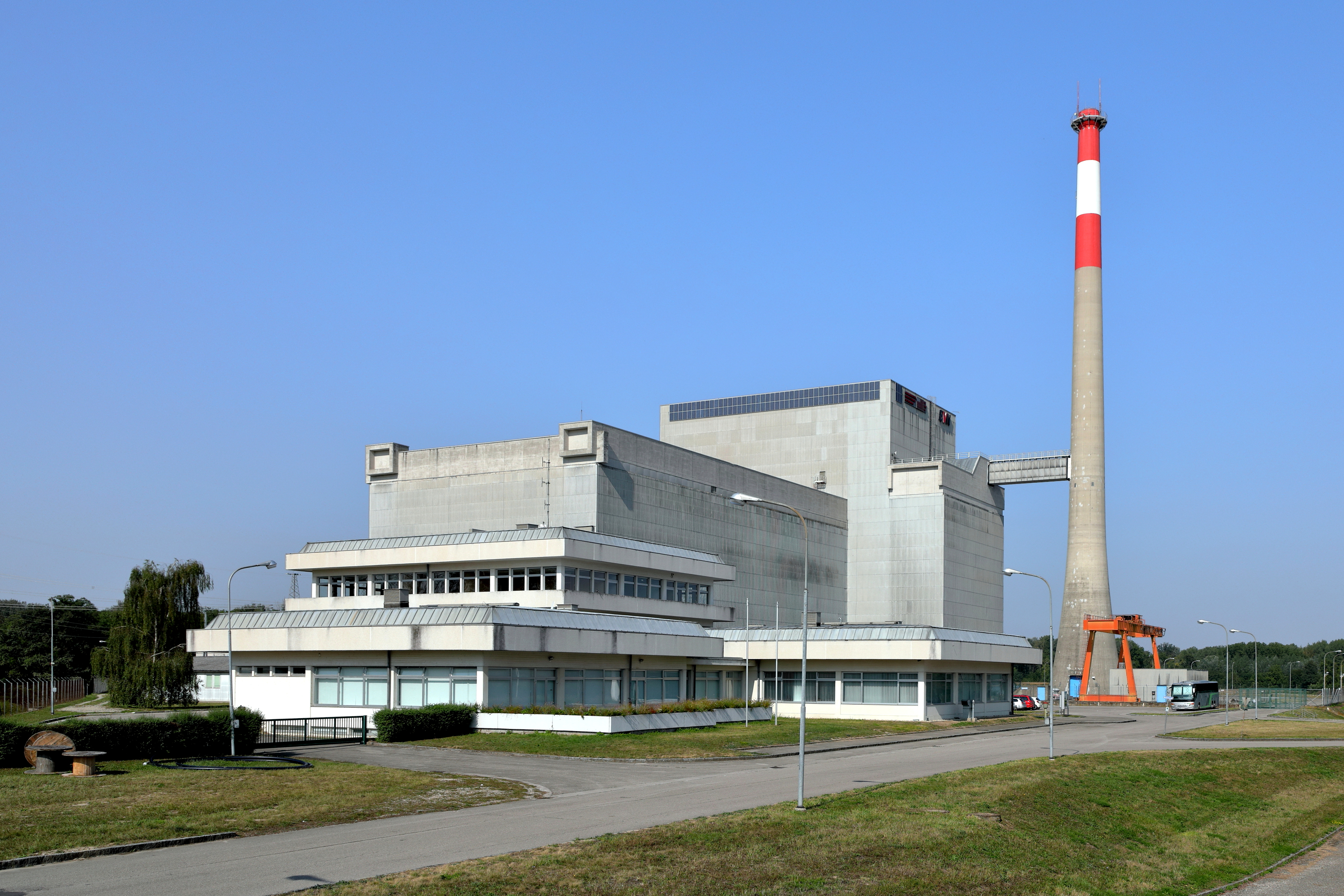
Цвентендорфская атомная электростанция.

Цвентендорфская атомная электростанция строилась с 1972 года и была завершена к 1978 году. Строительство вызвало появление общественной кампании против использования атомной энергетики. Однако АЭС не была введена в эксплуатацию по результатам прошедшего в 1978 году референдума, на котором мирное использование атомной энергии в Австрии не было поддержано.